# ذراع میزان
ذراع میزان (به عربی: ذراع المیزان) یک شهرداری در الجزایر است که در استان تیزی وزو واقع شده‌است.